# Clodt
Clodt – polski herb szlachecki z nobilitacji.

## Opis herbu
Tarcza dzielona trzykrotnie w pas. W polu I, srebrnym, paprzyca czarna.
Pole II złote.
W polu III, błękitnym, trzy koła złote, dwa nad jednym.
W klejnocie dwie łopaty czarne.
Labry: z prawej srebrne, podbite czernią, z lewej błękitne, podbite złotem.

## Najwcześniejsze wzmianki
Nadany Jostowi Clodtowi von Jürgensburg, kanclerzowi księcia kurlandzkiego, 3 sierpnia 1566.

## Herbowni
Clodt.